# Prototype Cup Germany 2024
Navigation
Édition précédente Édition suivante
La Prototype Cup Germany 2024 est la troisième édition du championnat allemand Prototype Cup Germany. Ce championnat a lieu en Allemagne, Belgique et aux Pays-Bas. Il se déroule sur 6 différents circuits et chaque manche est composé de deux courses. Il débute le 19 avril au Circuit de Spa-Francorchamps et se termine le 8 septembre au Sachsenring.
Les voitures de sport-prototypes de catégorie LMP3 participent à ce championnat.

## Calendrier
Le calendrier 2024 a été publié le 6 novembre 2023. Comme les saisons précédentes, certaines manches du championnat se sont déroulées dans le cadre de week end de championnat DTM.
| N° | Date                      | Course               | Circuit                      | Lieu                 | Pays      |
| -- | ------------------------- | -------------------- | ---------------------------- | -------------------- | --------- |
| 1  | 19 avril & 21 avril       | Spa-Francorchamps    | Circuit de Spa-Francorchamps | Francorchamps        | Belgique  |
| 2  | 24 ma & 26 mai            | Lausitzring          | Lausitzring                  | Brandebourg          | Allemagne |
| 3  | 12 juillet & 14 juillet   | Circuit de Zandvoort | Circuit de Zandvoort         | Zandvoort            | Pays-Bas  |
| 4  | 9 août & 11 août          | Hockenheimring       | Hockenheimring               | Hockenheim           | Allemagne |
| 5  | 16 août & 18 août         | Nürburgring          | Nürburgring                  | Nürburg              | Allemagne |
| 6  | 6 septembre & 8 septembre | Sachsenring          | Sachsenring                  | Hohenstein-Ernstthal | Allemagne |

## Engagés
Toutes les voitures ont un moteur Nissan VK56 5,6 l V8 Atmo.
Toutes les voitures sont équipées de pneus Michelin.
| Écurie                      | Châssis            | No. | Pilotes                     | Classe | Manches |
| --------------------------- | ------------------ | --- | --------------------------- | ------ | ------- |
| Racing Experience           | Duqueine M30 - D08 | 1   | Sebastian von Gartzen (pl)  |        | 1       |
| Racing Experience           | Duqueine M30 - D08 | 1   | Wolfgang Payr               | T      | 1       |
| Racing Experience           | Duqueine M30 - D08 | 1   | Tomás Granzella             | J      | 3       |
| Racing Experience           | Duqueine M30 - D08 | 1   | Laurent Prunet              | T      | 3       |
| Konrad Motorsport           | Ligier JS P320     | 2   | Torsten Kratz               | T      | Toutes  |
| Konrad Motorsport           | Ligier JS P320     | 2   | Danny Soufi (en)            | J      | Toutes  |
| DataLab Sports avec Rinaldi | Duqueine M30 - D08 | 7   | Luca Link                   | J      | 4–5     |
| DataLab Sports avec Rinaldi | Duqueine M30 - D08 | 7   | Suellio Almeida             |        | 4–5     |
| BWT Mücke Motorsport        | Duqueine M30 - D08 | 8   | Julien Apothéloz            | J      | Toutes  |
| BWT Mücke Motorsport        | Duqueine M30 - D08 | 8   | Riccardo Leone Cirelli      | J      | Toutes  |
| MRS GT-Racing               | Ligier JS P320     | 14  | Antti Rammo                 | T      | Toutes  |
| Mühlner Motorsport          | Duqueine M30 - D08 | 21  | Keanu Al Azhari             | J      | Toutes  |
| US Racing                   | Ligier JS P320     | 27  | David Schumacher            | G      | 5       |
| US Racing                   | Ligier JS P320     | 27  | Ralf Schumacher             | G      | 5       |
| Frikadelli Racing Team (de) | Ligier JS P320     | 30  | Klaus Abbelen (en)          | T      | Toutes  |
| Frikadelli Racing Team (de) | Ligier JS P320     | 30  | Felipe Fernández Laser (en) |        | Toutes  |
| BHK Motorsport              | Duqueine M30 - D08 | 35  | Francesco Dracone           |        | 1       |
| AF2 Motorsport              | Ligier JS P320     | 47  | Jaime Guzmán                | T      | 1–2, 5  |
| AF2 Motorsport              | Ligier JS P320     | 47  | Robert Doyle                | T      | 1–2     |
| AF2 Motorsport              | Ligier JS P320     | 47  | Mikkel C. Johansen          |        | 5       |
| Gebhardt Motorsport         | Duqueine M30 - D08 | 70  | Valentino Catalano (en)     | J      | Toutes  |
| Gebhardt Motorsport         | Duqueine M30 - D08 | 70  | Markus Pommer               |        | Toutes  |
| Gebhardt Motorsport         | Duqueine M30 - D08 | 80  | Maxim Dirickx               | J      | Toutes  |
| Gebhardt Motorsport         | Duqueine M30 - D08 | 80  | Sven Barth (en)             |        | 1–2     |
| Gebhardt Motorsport         | Duqueine M30 - D08 | 80  | Jacob Erlbacher             | J      | 3–6     |
| Rinaldi Racing              | Ligier JS P320     | 71  | Stefan Aust                 | T      | 5       |
| Momo Gebhardt Racing        | Ginetta G61-LT-P3  | 90  | Sven Barth (en)             |        | 3–6     |
| Momo Gebhardt Racing        | Ginetta G61-LT-P3  | 90  | Michael Herich              | T      | 3–4     |
| Momo Gebhardt Racing        | Ginetta G61-LT-P3  | 90  | Michael Lyons               |        | 5–6     |
| Source,:                    |                    |     |                             |        |         |

| Icone | Legende |
| ----- | ------- |
| J     | Junior  |
| T     | Trophy  |

## Résultats
Gras indique le vainqueur au général.
| Round | Round | Circuit                      | Pole position                                         | Vainqueurs                                            |
| ----- | ----- | ---------------------------- | ----------------------------------------------------- | ----------------------------------------------------- |
| 1     | R1    | Circuit de Spa-Francorchamps | No. 70 Gebhardt Motorsport                            | annulé pour cause de mauvaises conditions climatiques |
| 1     | R1    | Circuit de Spa-Francorchamps | Valentino Catalano (en) Markus Pommer                 | annulé pour cause de mauvaises conditions climatiques |
| 1     | R2    | Circuit de Spa-Francorchamps | annulé pour cause de mauvaises conditions climatiques | annulé pour cause de mauvaises conditions climatiques |
| 2     | R1    | Lausitzring                  | No. 70 Gebhardt Motorsport                            | No. 70 Gebhardt Motorsport                            |
| 2     | R1    | Lausitzring                  | Valentino Catalano (en) Markus Pommer                 | Valentino Catalano (en) Markus Pommer                 |
| 2     | R2    | Lausitzring                  | No. 8 BWT Mücke Motorsport                            | No. 2 Konrad Motorsport                               |
| 2     | R2    | Lausitzring                  | Julien Apothéloz Riccardo Leone Cirelli               | Torsten Kratz Danny Soufi (en)                        |
| 2     | R3    | Lausitzring                  | No. 21 Mühlner Motorsport                             | No. 2 Konrad Motorsport                               |
| 2     | R3    | Lausitzring                  | Keanu Al Azhari                                       | Torsten Kratz Danny Soufi (en)                        |
| 3     | R1    | Zandvoort                    | No. 21 Mühlner Motorsport                             | No. 14 MRS GT-Racing                                  |
| 3     | R1    | Zandvoort                    | Keanu Al Azhari                                       | Antti Rammo                                           |
| 3     | R2    | Zandvoort                    | No. 21 Mühlner Motorsport                             | No. 21 Mühlner Motorsport                             |
| 3     | R2    | Zandvoort                    | Keanu Al Azhari                                       | Keanu Al Azhari                                       |
| 4     | R1    | Hockenheimring               | No. 8 BWT Mücke Motorsport                            | No. 8 BWT Mücke Motorsport                            |
| 4     | R1    | Hockenheimring               | Julien Apothéloz Riccardo Leone Cirelli               | Julien Apothéloz Riccardo Leone Cirelli               |
| 4     | R2    | Hockenheimring               | No. 8 BWT Mücke Motorsport                            | No. 8 BWT Mücke Motorsport                            |
| 4     | R2    | Hockenheimring               | Julien Apothéloz Riccardo Leone Cirelli               | Julien Apothéloz Riccardo Leone Cirelli               |
| 4     | R3    | Hockenheimring               | No. 70 Gebhardt Motorsport                            | No. 30 Frikadelli Racing Team (de)                    |
| 4     | R3    | Hockenheimring               | Valentino Catalano (en) Markus Pommer                 | Klaus Abbelen (en) Felipe Fernández Laser (en)        |
| 5     | R1    | Nürburgring                  | No. 27 US Racing                                      | No. 27 US Racing                                      |
| 5     | R1    | Nürburgring                  | Ralf Schumacher David Schumacher                      | Ralf Schumacher David Schumacher                      |
| 5     | R2    | Nürburgring                  | No. 27 US Racing                                      | No. 27 US Racing                                      |
| 5     | R2    | Nürburgring                  | Ralf Schumacher David Schumacher                      | Ralf Schumacher David Schumacher                      |
| 6     | R1    | Sachsenring                  | No. 21 Mühlner Motorsport                             | No. 70 Gebhardt Motorsport                            |
| 6     | R1    | Sachsenring                  | Keanu Al Azhari                                       | Valentino Catalano (en) Markus Pommer                 |
| 6     | R2    | Sachsenring                  | No. 21 Mühlner Motorsport                             | No. 21 Mühlner Motorsport                             |
| 6     | R2    | Sachsenring                  | Keanu Al Azhari                                       | Keanu Al Azhari                                       |

## Classement

### Attribution des points
| 1er | 2e | 3e | 4e | 5e | 6e | 7e | 8e | 9e | 10e | 11e | 12e | 13e | 14e | 15e |
| --- | -- | -- | -- | -- | -- | -- | -- | -- | --- | --- | --- | --- | --- | --- |
| 25  | 20 | 16 | 13 | 11 | 10 | 9  | 8  | 7  | 6   | 5   | 4   | 3   | 2   | 1   |